# Parachinar
Parachinar (en pachtou : پاړاچنار) est la principale ville et le quartier général du district de Kurram, dans les régions tribales. Elle est située à environ 10 kilomètres de la frontière avec l'Afghanistan.

## Guerre contre le terrorisme
Étant donné sa proximité avec la frontière afghane, et sa position dans les régions tribales, la ville a une situation stratégique. La bataille de Tora Bora s'est déroulée à 30 kilomètres de la ville.
La ville possède plusieurs écoles et universités, ainsi qu'un aéroport domestique.
La ville est dans la zone de l'offensive d'Orakzai et de Kurram depuis mars 2010.